# زراعة في الماء

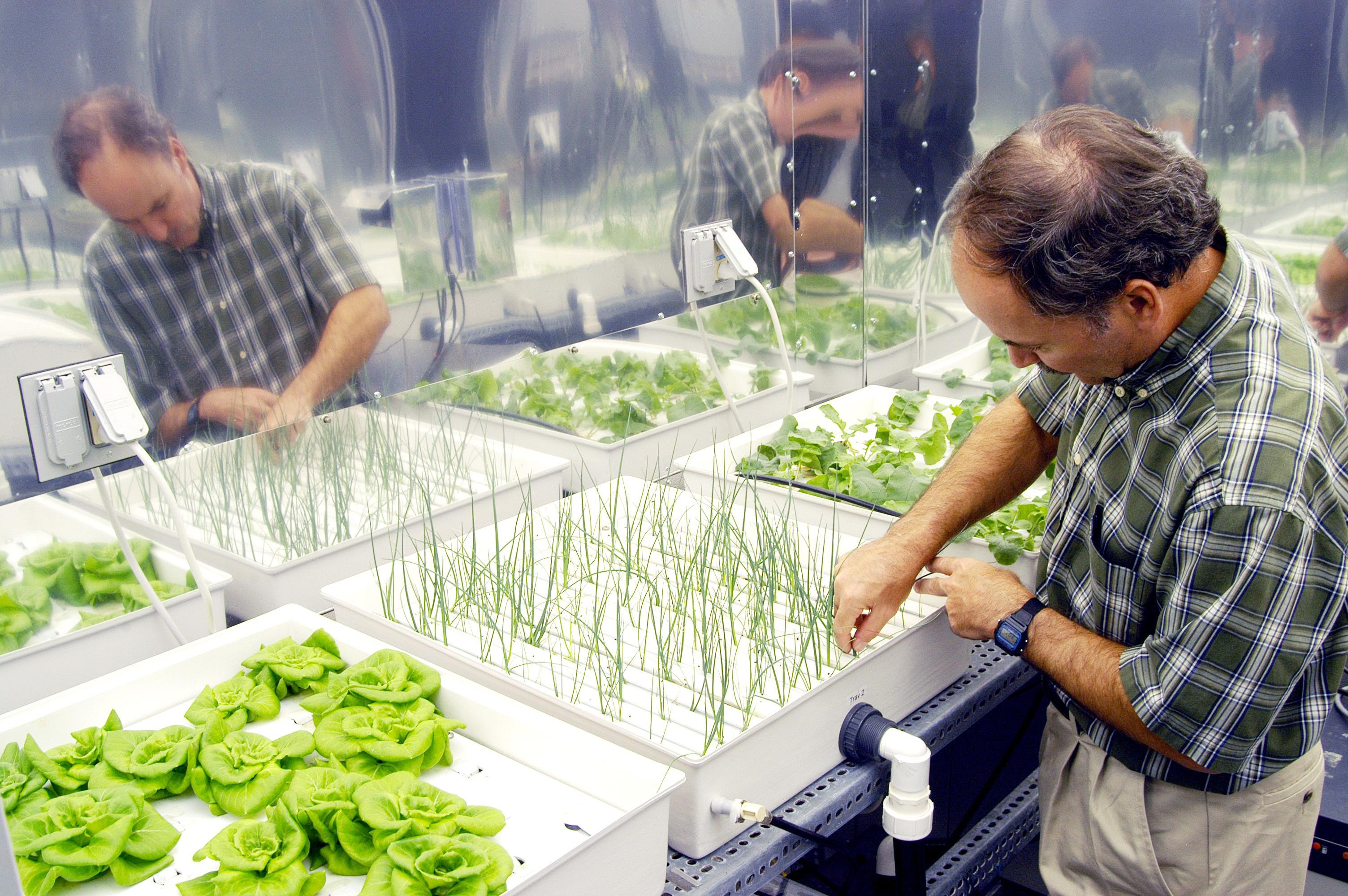
باحث في الناسا يتفقد البصل المزروع بنظام من أنظمة الزراعة بدون تربة، في الجهة اليمنى مزروع فجل بينما في اليسار يوجد خس الزبد.

الزراعة المائية أو زراعة دون تربة أو زراعة في الماء (بالإنجليزية: Hydroponics) هي مجموعة نظم لإنتاج المحاصيل بواسطة محاليل معدنية مغذية فقط عوضاً عن التربة التي تحتوي على طمي وطين.
يمكن تنمية النباتات الأرضية وجذورها منغمسة في محلول معدنى مغذى فقط أو في وسط خامل مثل البرليت، الفيرموكيوليت، أو الصوف المعدني، ويوجد العديد من تقنيات الزراعة بدون تربة.
اهتم العلماء بالزراعة بدون تربة بعد ظهور الكثير من المشاكل المتعلقة بالتربة من أمراض، أعشاب، وزيادة الملوحة، وغيرها الكثير، فبدأ الباحثون في قطاع العلوم الزراعية البحث عن حلول بديلة عن استخدام التربة كوسط لتربية النبات، فقاموا بأجراء الأبحاث المختلفة على عدد من المواد التي يمكن أن تكون بديلة مثل البيتموس، البيرليت، الصوف الصخري والحجر البركاني المتواجد في مناطق عدة من الدول العربية مثل المدينة المنورة (السعودية) وشمال شرق الأردن وغرب العراق وغيرها، والذي يعتبر الأقل كلفة والأسهل أستعمالًا.

## الميزات
وتتميز هذه الطريقة في الزراعة بعدة فوائد أهمها:
1. إمكانية الزراعة في أي مكان بِغضِّ النظر عن طبيعة التربة الموجودة في المنطقة المرادالزراعة بها.
2. الاقتصاد في الماء والأسمدة لعدم وجود فاقد في التربة، حيث يتم إعادة استخدام الماء والأسمدة الزائدة عن حاجة النبات.
3. التقليل من المبيدات وخاصة المستخدمة لمكافحة الآفات التي تستوطن التربة (حشرات، فطريات، نيماتودا والأعشاب)
4. الحصول على أعلى إنتاجية ممكنة من النبات.

## السلبيات
من عيوب الزراعة في الماء:
1. ارتفاع التكاليف المتعلقة بالتكنولوجيا المستخدمة في الري.
2. تأثير زيادة استخدام المياه على التربة، مثل الملوحة.
3. التحديات المتعلقة بتوفير المياه في المناطق التي تعاني من شح الموارد المائية.
4. الحاجة إلى خبرة فنية لمراقبة وضبط العناصر الغذائية والإضاءة والري.
5. سرعة انتشار الآفات والأمراض بين النباتات، لأنها تعتمد على مصدر مائي واحد.

## طريقة العمل
اكتشف باحثو فسيولوجيا النبات خلال القرن الثامن عشر أن النباتات تمتص المغذيات المعدنية الأساسية في صورة أيونات لاعضوية ذائبة في الماء. تعمل التربة في الظروف الطبيعية كمستودع للمغذيات المعدنية، ولكن التربة نفسها غير ضرورية لنمو النبات. تستطيع جذور النباتات أن تمتص المغذيات المعدنية الموجودة في التربة عندما تضاف مياه تقوم بإذابتها، ولذلك لا تكون التربة هامة لنمو النبات إذا تمت إضافة هذه المغذيات إلى المياه التي يحتاجها النبات بطريقة اصطناعية. جميع النباتات تقريباً تنجح زراعتها بدون تربة، إلا أنه يوجد بعض النباتات التي يكون نجاحها أكثر من البقية. الزراعة بدون تربة هي تقنية بحثية موحدة في الأحياء وتمارس كهواية.

## اقرأ أيضا
- مزرعة رأسية